# Peter Bylund
Peter Bylund (8 ottobre 1979) è un ex sciatore alpino svedese, specialista dello slalom speciale.

## Biografia
Slalomista puro attivo in gare FIS dal marzo del 1995, Bylund esordì in Coppa Europa il 2 dicembre 2003 a Åre e in Coppa del Mondo l'8 gennaio 2006 ad Adelboden, in entrambi i casi senza completare la gara. Ottenne il miglior piazzamento in Coppa Europa l'11 gennaio 2006 a Hinterstoder (7º); prese per l'ultima volta il via in Coppa del Mondo il 12 gennaio 2008 a Wengen senza completare la gara (non portò a termine nessuna delle 7 gare nel massimo circuito cui prese parte) e in Coppa Europa il 3 dicembre 2008 a Reiteralm, senza completare la gara. Da allora prese ancora parte a prove minori (gare FIS, campionati nazionali) fino al definitivo ritiro, avvenuto in occasione dello slalom speciale dei Campionati svedesi 2015 disputato il 28 marzo a Sundsvall e chiuso da Bylund al 21º posto; in carriera non prese parte a rassegne olimpiche o iridate.

## Palmarès

### Coppa Europa
- Miglior piazzamento in classifica generale: 97º nel 2008

### Campionati svedesi
- 2 medaglie:
  - 2 argenti (slalom gigante nel 2005; slalom gigante nel 2006)